# 櫻井裕子
櫻井 裕子（さくらい ゆうこ、1991年8月28日 ‐ ）は、日本の女子プロレスラー、声優、女優。愛媛県出身。

## 略歴
大学は文学部メディア表現学科。テニスサークルに入っていた。プライベートではニコニコ動画で雑談、歌󠄀、ゲーム配信などをしていた。また声優の専門学校にも通った。大学卒業後はアパレル会社に就職。自分がなりたいのはこちらだと大学の時とは別の声優の専門学校にも入学した。専門学校卒業後は芸能事務所に所属。アクトレスガールズの誘いを受けて入江彩乃とともに参加することになる。
2018年11月15日、アクトレスガールズ後楽園ホール大会で行われた「新人デビュー戦4WAYマッチ」でプロレスデビュー（対戦相手は堀田祐美子、松井珠紗、林亜佑美）。
デビューしたものの大変なだけの毎日であったが、2019年10月6日に行われた第40回埼玉障害者まつりのアクトレスガールズの大会での場外乱闘で観客の喜んでいる顔を見て、初めてプロレスの楽しさに目覚める。
2021年12月31日、アクトレスガールズのプロレス活動終了およびBeginning、Color’s解散に伴い、アクトレスガールズを卒業。プロレスラーとしての活動は継続する。2022年2月12日にSAKI、清水ひかり、網倉理奈、櫻井裕子の4名で新生COLOR'Sとして旗揚げ。
旗揚げ戦では門倉凛と対戦し、13分3秒・逆打ちからの体固めで敗北。
2022年4月15日『後楽園ホール60周年還暦祭』に6人タッグマッチで出場。

## 得意技
ゆうこロケット
宮崎有妃との合体技。コーナー付近に立ち、背後から宮崎のミサイルキックで勢いを付けて相手に突進する技。しかしミサイルキックで自分が倒れ、その後起き上がって自分で突進するパターンが続いていたが、2024年12月18日の新木場大会でついに成功させた。
クレジェンテ
クロスアーム式回転エビ固め。上記の12月18日の試合でこの技で尾崎妹加をフォールし、WAVE認定タッグ王座を獲得した。
ブレーンバスター・ホールド
ブレーンバスターをSAKIに授けられ、ホールドすることもアドバイスされた。
コブラツイスト
ドラゴンスリーパー

## 入場テーマ曲
- 禁断のレジスタンス(水樹奈々)

## タイトル歴
プロレスリングWAVE
- 第38代WAVE認定タッグ王座（パートナーは宮崎有妃）